# 振华科技
中国振华（集团）科技股份有限公司 （深交所：000733，英文：China Zhenhua (Group) Science & Technology Co.,Ltd.，简称：振华科技），是中国深圳证券交易所的一家上市公司，主营业务为高新电子、集成电路与关键元器件、专用整机与核心零部件、现代电子商贸与园区服务等。
中国振华（集团）科技股份有限公司是由中国振华电子集团有限公司于1997年6月26日发起并设立，1997年7月在深圳证券交易所上市。
2022年，公司实现营业收入72.67亿元，同比增长28.48%；实现净利润23.82亿元，同比增长59.79%。